# Liechtensteiner-Cup 1969-1970
La Liechtensteiner-Cup 1969-1970 è stata la 25ª edizione della coppa nazionale del Liechtenstein conclusa con la vittoria finale del Vaduz, al suo sedicesimo titolo e quinto consecutivo.
Della competizione è noto solo il risultato della finale.

## Finale
| Balzers | Vaduz | 2 – 1 | FC Schaan |  |